# Giovan Battista Pistoi
Giovan Battista Pistoi (o Pistoj) detto Cappellaro (San Quirico d'Orcia, 14 ottobre 1672 – Siena, 20 agosto 1732) è stato un fantino italiano attivo nel XVIII secolo.
La documentazione relativa alla carriera di Cappellaro non è completa; è comunque attestato che abbia preso parte ad almeno sedici edizioni del Palio, vincendo dieci volte.
Secondo il Bandini e il Gagliardi avrebbe vinto anche il Palio di luglio del 1711 nel Bruco. Per molto tempo si è ritenuto che Cappellaro avesse vinto anche nel 1732 e 1733. In realtà si tratta del figlio Giuseppe detto Figlio di Cappellaro, il quale nacque nel 1710.
Il suo mestiere era quello di vetturino.

## Presenze al Palio di Siena
Le vittorie sono evidenziate ed indicate in neretto.
| Palio          | Contrada     | Cavallo                         | Note |
| -------------- | ------------ | ------------------------------- | ---- |
| 2 luglio 1703  | Giraffa      | Postarino                       |      |
| 2 luglio 1705  | Valdimontone | Balzanello                      |      |
| 2 luglio 1707  | Selva        | Bufalino                        |      |
| 16 agosto 1707 | Oca          | Bufalino                        |      |
| 2 luglio 1710  | Oca          | Baietto                         |      |
| 2 luglio 1711  | Torre        | Grigio dell'osteria dell'Angelo |      |
| 16 agosto 1711 | Onda         | Montalcino                      |      |
| 2 luglio 1712  | Tartuca      | ?                               |      |
| 16 agosto 1713 | Onda         | Barbarino                       |      |
| 2 luglio 1715  | Selva        | Baio del fornaio dei Galli      |      |
| 16 agosto 1715 | Giraffa      | Il Bolzo                        |      |
| 2 luglio 1716  | Onda         | Stornellino                     |      |
| 2 luglio 1718  | Oca          | Balzanello                      |      |
| 2 luglio 1721  | Istrice      | ?                               |      |
| 2 luglio 1722  | Chiocciola   | Moschino                        |      |